# Рысаево (Башкортостан)
Рыса́ево (баш. Рысай) — село в Учалинском районе Республики Башкортостан Российской Федерации. Входит в состав Ильчинского сельсовета.

## География

### Географическое положение
Расстояние до:
- районного центра (Учалы): 32 км,
- центра сельсовета (Ильчино): 15 км,
- ближайшей железнодорожной станции (Шартымка): 25 км.

## Население
| 2002 | 2009 | 2010 |
| ---- | ---- | ---- |
| 610  | ↗643 | ↘563 |

Национальный состав
Согласно переписи 2002 года, преобладающая национальность — башкиры (96 %).

## Религия
В селе есть мечеть.